# اکات
اکات (به انگلیسی: Akot) یک منطقهٔ مسکونی در هند است که در مهاراشترا واقع شده‌است.

## خصوصیات
اکات ۸۰٬۷۹۶ نفر جمعیت دارد و ۳۴۵ متر بالاتر از سطح دریا واقع شده‌است.